# Milka Ternina

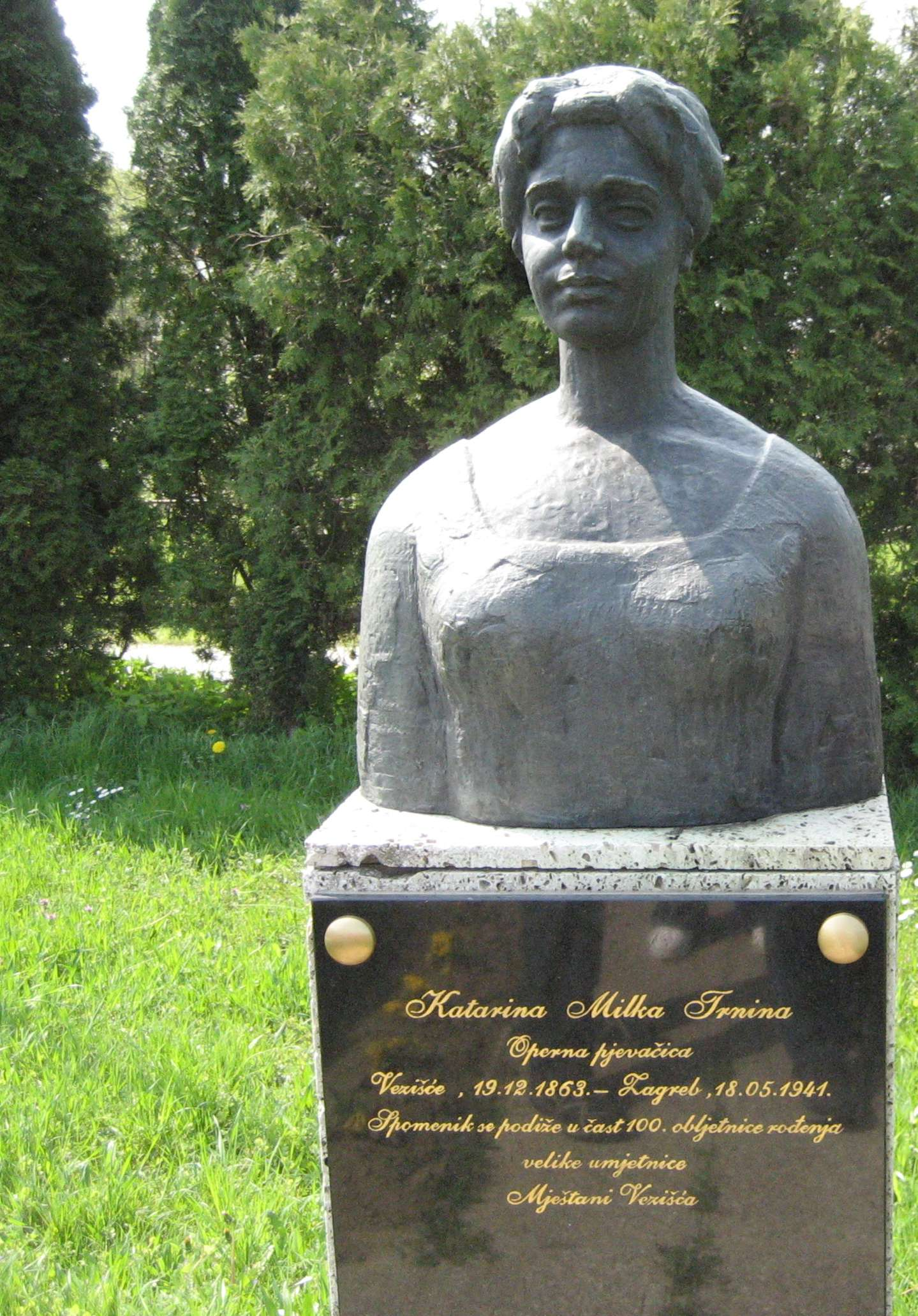
Busto de Milka Ternina en Vezišće.

Milka Ternina (1863 – 1941) fue una soprano dramática croata de gran fama en Europa y América.
Nació en Vezišće, cerca de Zagreb y estudió en Zagreb y Viena. 
Cantó en Bremen, Múnich y Leipzig como relevante cantante wagneriana y en 1896 en Boston y Londres por espacio de 10 temporadas. 
En el Festival de Bayreuth cantó Kundry de Parsifal en 1899 año de su clamoroso debut en el Metropolitan Opera de New York como Elisabeth en Tannhäuser. 
Fue la primera Tosca en el MET y en Covent Garden, y la primera Kundry en Nueva York, lo que provocó la ira de Cósima Wagner que consideraba que Parsifal sólo debía representarse en Bayreuth. Este "acto de traición" le valió no volver a ser invitada al festival wagneriano.
En 1906 sufrió un ataque de parálisis facial que acabó con su carrera hallándose en plenitud de medios.
Se retiró en Londres como Elisabeth de  Tannhäuser yéndose a vivir a la Villa Ternina en Berchtesgaden, que vendió en 1913 para regresar a Zagreb donde enseñó a su más famosa pupila Zinka Milanov.